# Vráž (district de Beroun)
Pour les articles homonymes, voir Vráž.
Vráž (en allemand : Wraž, de 1939 à 1945 : Raasch) est une commune du district de Beroun, dans la région de Bohême-Centrale, en République tchèque. Sa population s'élevait à 1 193 habitants en 2020.

## Géographie
Vráž se trouve à 4 km au nord-est de Beroun et à 25 km à l'ouest-sud-ouest du centre de Prague.
La commune est limitée par Chyňava au nord-ouest, par Chrustenice au nord, par Loděnice à l'est, par Svatý Jan pod Skalou au sud, et par Beroun à l'ouest.

## Histoire
La première mention écrite de la localité date de 1320.